# Wang Jinping
Wang Jinping (* 11. Mai 1971) ist eine ehemalige chinesische Biathletin.
Wang Jinping gehörte seit 1989 dem chinesischen Nationalkader an und nahm seit Beginn der 1990er Jahre an internationalen Rennen teil. Erste internationale Meisterschaft wurden die Weltmeisterschaften 1990 in Minsk, bei denen sie 42. des Einzels wurde. Nächstes Großereignis wurden die Olympischen Winterspiele 1992 in Albertville. Hier gehörte Wang zu den ersten Frauen, die bei den erstmals ausgetragenen Frauenrennen bei Olympischen Spielen zum Einsatz kamen. Im Sprint wurde sie 52., im Einzel 61. Im Staffelrennen wurde sie als Startläuferin an der Seite von Liu Giulan und Song Aiqin Zwölfte. Zum Karriereabschluss wurden die Olympischen Winterspiele 1994 in Lillehammer. Hier wurde Wang an der Seite von Liu Giulan, Song Aiqin und Wang Jinfen im Staffelrennen eingesetzt, mit der sie 14. wurde. Ihr bestes Resultat im Weltcup erreichte Jinping als 23. eines Einzels 1994 in Antholz. Es war zugleich ihr einziger Gewinn von Weltcuppunkten.

## Weltcup-Platzierungen
Die Tabelle zeigt alle Platzierungen (je nach Austragungsjahr einschließlich Olympische Spiele und Weltmeisterschaften).
- 1.–3. Platz: Anzahl der Podiumsplatzierungen
- Top 10: Anzahl der Platzierungen unter den ersten zehn (einschließlich Podium)
- Punkteränge: Anzahl der Platzierungen innerhalb der Punkteränge (einschließlich Podium und Top 10)
- Starts: Anzahl gelaufener Rennen in der jeweiligen Disziplin

| Platzierung                                                                                                | Einzel | Sprint | Verfolgung | Massenstart | Team | Staffel | Gesamt |
| --- | ------ | ------ | ---------- | ----------- | ---- | ------- | ------ |
| 1. Platz                                                                                                   |        |        |            |             |      |         |        |
| 2. Platz                                                                                                   |        |        |            |             |      |         |        |
| 3. Platz                                                                                                   |        |        |            |             |      |         |        |
| Top 10 |        |        |            |             |      |         |        |
| Punkteränge                                                                                                | 1      |        |            |             |      | 2       | 3      |
| Starts | 6      | 5      |            |             |      | 2       | 13     |
| Stand: Karriereende, einschließlich Weltmeisterschaften und Olympischen Spielen, Daten wohl nicht komplett |        |        |            |             |      |         |        |

## Belege
1. ↑  nach Angaben der IBU am 15. Juli 1970

| Personendaten    | Personendaten          |
| ---------------- | ---------------------- |
| NAME             | Wang, Jinping          |
| KURZBESCHREIBUNG | chinesische Biathletin |
| GEBURTSDATUM     | 11. Mai 1971           |